# Bartłomiej Grzelak
Bartłomiej Grzelak (* 9. August 1981 in Płock, Polen) ist ein ehemaliger polnischer Fußballspieler.

## Karriere
Der Stürmer begann seine Profi-Karriere 2001 bei seinem Heimatverein Orlen Płock. Nach 3 Spielzeiten bei 3 verschiedenen Vereinen, konnte Grzelak erst wieder bei Widzew Łódź Fuß fassen und sich für höhere Aufgaben empfehlen. Nach einer starken Hinrunde in der Saison 2006/2007, in der er in 13 Spielen 4 Tore erzielen konnte, wurde Legia Warschau auf ihn aufmerksam und verpflichtete ihn bis zum 30. Juni 2010. In seiner Zeit bei Legia war Grzelak oft verletzt und schoss in 59 Ligaspielen lediglich 13 Tore. Sein Vertrag wurde nicht verlängert. Am 8. August 2010 unterschrieb er einen Vertrag beim russischen Klub FK Sibir Nowosibirsk. Hier erzielte er in 8 Ligaspielen 3 Tore. Jedoch stieg Sibir am Saisonende ab und Grzelak kehrte nach einem halben Jahr ohne Verein nach Polen zu Jagiellonia Białystok zurück. Dort kam er jedoch nicht zum Einsatz, weshalb er Anfang 2012 zum Ligakonkurrenten KS Cracovia wechselte. Für Cracovia absolvierte er allerdings auch nur 3 Ligaspiele, in denen er ein Tor erzielte. Nach dem Abstieg mit Cracovia wechselte er am 9. Juli 2012 zu Górnik Zabrze, wo sein Vertrag jedoch schon nach vier Tagen aufgelöst wurde. Nachdem er ein Jahr vertragslos war unterschrieb er Mitte 2013 einen Vertrag beim Zweitligisten Wisła Płock. Jedoch konnte er hier nicht überzeugen und kam auf lediglich fünf Kurzeinsätze in der 2. Liga.

## Karriere in der Nationalmannschaft
Am 6. Dezember 2006 feierte Grzelak sein Debüt in der polnischen Nationalmannschaft beim 5:2-Sieg gegen die Vereinigten Arabischen Emirate, wo er sich selbst als doppelter Torschütze eintragen konnte.

## Erfolge
- Polnischer Pokalsieger (2008)
- Polnischer Supercupsieger (2008)